# جاناتان ساچس
جاناتان ساچس (به انگلیسی: Jonathan Sachs) (زاده ۲۵ ژوئن ۱۹۴۷) یک برنامه‌نویس اهل ایالات متحده آمریکا است که در سال ۱۹۸۲ شرکت توسعه لوتوس را با میچ کیپور تأسیس کرد و اولین نسخه از برنامه صفحه گسترده لوتوس ۱-۲-۳ را ایجاد کرد. ساچز در سال ۱۹۸۵ لوتوس را ترک کرد تا نرم‌افزار ویرایش عکس را برای شرکت خود در کمبریج، ماساچوست توسعه دهد. این شرکت از سال ۱۹۹۴ محصول خود، را عرضه کرد.
ساچس در بالتیمور مریلند به دنیا آمد و مدرک کارشناسی خود را در رشته ریاضی از مؤسسه فناوری ماساچوست در سال ۱۹۷۰ دریافت کرد. او بعداً چندین سال در این مؤسسه کار کرد، جایی که زبان STOIC را نوشت. صفحه گسترده ۱-۲-۳ به سرعت و کارایی معروف بود.
برنامه اصلی به جای یک زبان سطح بالاتر مانند سی به زبان اسمبلی اینتل ۸۰۸۸ پیاده‌سازی شد. همچنین تقریباً بدون اشکال بود و منوهای سلسله مراتبی حروف را که هنوز در برنامه‌های ویندوز استفاده می‌شد، معرفی کرد. نسخه‌های بعدی ۱-۲-۳ در زبان برنامه‌نویسی سی پیاده‌سازی شدند و بسیار بزرگتر و پیچیده‌تر شدند.